# Bratr Julian

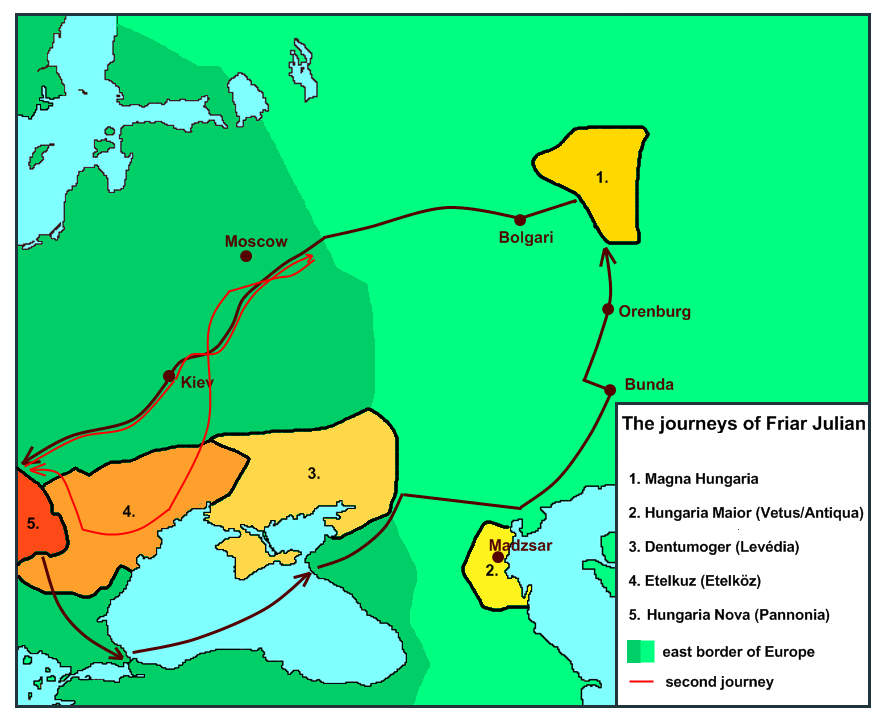
Mapa Julianovy cesty

Bratr Julian (maďarsky Julianus barát, latinsky Iulianus Hungarus) byl maďarský dominikánský mnich a cestovatel, který žil ve 13. století. 
Pobýval v klášteře v Ostřihomi. V roce 1235 se vydal se skupinou mnichů na východ, aby našli legendární pravlast Maďarů. Po souši dosáhli Konstantinopole, pak přepluli Černé moře do Tmutarakaně, pokračovali Kumomanyčskou propadlinou do země Alanů a pak podél řeky Uil na sever. Julian dorazil na území Volžského Bulharska, kde se setkal s ženou maďarského původu a podle jejích rad přišel po dvou dnech cesty k lidem, jejichž jazyk byl pro něj srozumitelný, v jejich kolektivní paměti se také zachovala vzpomínka na soukmenovce, kteří kdysi odešli na západ. Julian tuto zemi nazval Magna Hungaria (Velké Maďarsko). Obyvatele popsal jako pohany, kteří vedou kočovný život, neznají zemědělství, živí se koňským masem a jsou udatnými bojovníky. Místní ho také informovali o hrozícím útoku Mongolů. V prosinci roku 1236 se Julian cestou přes Kyjev vrátil do vlasti jako jediný přeživší člen výpravy. 
Na jaře následujícího roku se vydal do oblasti Magna Hungaria znovu, aby východní Maďary obrátil na křesťanství, avšak již za Moskvou narazil na uprchlíky před mongolskými nájezdy, které zpustošily rozsáhlá území na východě, rozhodl se tedy pro návrat. Do Uher přinesl vzkaz, v němž chán Bátú vyzýval krále Bélu IV., aby se mu podrobil.
Své cesty bratr Julian popsal ve spise Epistula de vita Tartarorum, který je uložen ve Vatikánské knihovně. Byl prvním, kdo začal Mongoly označovat jako Tatary. Z jeho informací čerpali další cestovatelé jako Giovanni Carpini. V Budapešti se nachází pomník zobrazující Juliana a jeho průvodce Gerharda, jehož autorem je Károly Antal. Julian je nazýván „Kolumbus východu“, jeho cesty popsali ve svých románech Vadim Kargalov a János Kodolányi, podle Kodolányiho knihy natočil v roce 1991 Gábor Koltay koprodukční televizní seriál.